# Greg Reeves
Gregory Allen Reeves (kurz Greg Reeves * ca. 1950 in Warren, Ohio) ist ein afroamerikanischer R&B-Bassist und Komponist der späten 1960er und 1970er Jahre.

## Leben
Reeves, der – ohne musikalische Ausbildung – bereits in jungen Jahren Klavier und Gitarre spielte, absolvierte die Western Reserve High School in seiner Heimatstadt im Jahr 1968; noch im selben Jahr wurde er vom Plattenlabel Motown als Bassist engagiert. Auf Wunsch des Produzenten Norman Whitfield spielte er bei den Aufnahmen des Temptations-Songs Cloud Nine (1968) jedoch nur Tamburin. Für den Supremes-Titel No Matter What Sign You Are (1969) spielte er Bass. Zusammen mit Rick James, der ebenfalls bei Motown unter Vertrag war, zog er nach Kalifornien um; mit ihm verband ihn eine lange Freundschaft.
Ab August desselben Jahres ist er mit Crosby, Stills, Nash & Young auf Tour, im Studio, beim Woodstock- (17. August 1969) und beim Big Sur Folk Festival (14./15. September 1969); im Film Celebration at Big Sur ist er zu sehen. Weil er sich jedoch – möglicherweise unter dem Einfluss von Drogen – als Apachen-Schamane aufführte, musste er im April 1970 die Band verlassen. Auf dem Cover des im Mai 1970 veröffentlichten Albums Déjà Vu, bei dem er in den Songs Almost Cut My Hair, Helpless, Woodstock, Our House, Country Girl und Everybody I Love You den E-Bass spielte, steht Greg Reeves in der Mitte neben Graham Nash und wird auch namentlich genannt. Danach spielte er eine Zeitlang in der Band von Neil Young und wirkte bei den Aufnahmen zum Album After the Gold Rush mit. Auch Dave Mason war von seinen musikalischen Qualitäten angetan. Später wirkte er in Jam-Sessions mit Stevie Wonder, Nils Lofgren und Duane Allman mit. In den 1980er Jahren verlieren sich seine musikalischen Aktivitäten.

## Komposition
Reeves’ Komposition I got your number (um 1972) wurde u. a. von Tom Jones, Boz Scaggs und Johnny Bristol gesungen.